# Ziller Spitze
Ziller Spitze är en bergstopp i Österrike.   Den ligger i distriktet Zell am See och förbundslandet Salzburg, i den centrala delen av landet, 300 km väster om huvudstaden Wien. Toppen på Ziller Spitze är 2 838 meter över havet.
Terrängen runt Ziller Spitze är huvudsakligen bergig, men åt sydost är den kuperad. Runt Ziller Spitze är det glesbefolkat, med 9 invånare per kvadratkilometer.. Närmaste större samhälle är Mayrhofen, 19,2 km väster om Ziller Spitze. 
Trakten runt Ziller Spitze består i huvudsak av gräsmarker.